# Ella Henderson
Gabriella Michelle Henderson (Tetney, Inglaterra; 12 de enero de 1996) más conocida como Ella Henderson, es una cantante y compositora británica. Participó en la novena temporada del reality musical The X Factor en 2012, donde finalizó como sexta finalista. Más tarde firmaría un contrato musical con la compañía discográfica Syco Music.
Su álbum debut Chapter One se publicó el 10 de octubre de 2014 en Irlanda, y tres días después en Reino Unido. Este debutó en la primera posición del listado de álbumes de Reino Unido y Escocia.

## Primeros años
Henderson nació y creció en Tetney con sus padres Sean y Michelle. Ella tiene dos hermanos, Patrick, Fraser y su hermana Holly. Henderson desarrolló un gran interés por la moda en su juventud, moda sobre todo vintage, que se mantiene.
Henderson comenzó a cantar a la edad de tres años y aprendió a tocar el piano unos años más tarde. Ella comenzó a organizar espectáculos para su familia en Navidad y desarrolló un vínculo especial con su abuelo Bill, que la animó a seguir su amor por la música y escribir canciones.
Su interés por desarrollarse más fue en la escuela primaria, St Martin’s Preparatory School en Grimsby, y ella decidió posteriormente hacer una audición para un lugar de becas en Tring Park School for the Performing Arts en Hertfordshire. Henderson logró obtener una beca y se embarcó en la escuela a la edad de 11 a 16 años. Asistió a la escuela al mismo tiempo que Dan Ferrari-Carril de la banda de chicos District3, que estaba en The X Factor con Henderson en 2012.
A principios de 2012, Henderson hizo una aparición cantando en un especial navideño de Channel 4 Come Dine with Me, donde realizó "All I Want for Christmas Is You". Fue una invitada de Bianca Gascoigne, que es una amiga de la familia. y también una audición para The X Factor en 2012. El episodio fue filmado antes de aparecer en The X Factor.
Está prometida con el nadador Jack Burnell.

## Carrera musical

### 2013-2015: Chapter One
El 18 de noviembre de 2012, Henderson terminó en la sexta posición en la novena temporada de The X Factor, a pesar de ser la favorita para ganar. El 15 de diciembre, mientras que fue entrevistada en Saturday Night Show en Irlanda, ella reveló que ella había firmado un contrato discográfico con Sony Music. El 22 de enero de 2013, Henderson confirmó que había firmado para el sello discográfico de Simon Cowell, Syco Music. En cuanto a su decisión de firmar con Syco, dijo Henderson, "la cosa más importante que yo estaba buscando era estar involucrada creativamente, y que el sello me presente con el mejor equipo para sacar lo mejor de mí. El hecho de Cowell es dejarme estar involucrada creativamente es arrollador".
En marzo de 2014, Henderson anunció que el nombre de su álbum debut se llamaría "Chapter One". El álbum fue escrito por Henderson, que trabaja en colaboración con una serie de escritores y productores, incluyendo: Claude Kelly (ex colaboraciones como Whitney Houston, Kylie Minogue, Britney Spears, Kelly Clarkson, Jessie J, Michael Jackson), Salaam Remi (Nas, Amy Winehouse, Fergie, Alicia Keys), Babyface, (Whitney Houston, Madonna, Janet Jackson, Ariana Grande) y TMS (Professor Green, Emeli Sandé y Little Mix).
El 15 de junio de 2014, el mismo día su sencillo debut "Ghost" llegó al número uno en el Reino Unido, Henderson anunció la fecha de lanzamiento del álbum que sería el 22 de septiembre de 2014 a través de una serie de tuits, publicó una letra a la vez. El 25 de agosto, Henderson anunció, en su cuenta de Twitter, que el álbum se retrasaría hasta 13 de octubre "Acabo de volver [desde una gira internacional] para iniciar la promoción".
Durante la semana anterior el debut del álbum en la lista UK Albums Chart, Official Charts Company informó que el "Chapter One" estaba vendiendo más que su rival más cercano, Sweet Talker de Jessie J, que se esperaba que debute en el número uno. "Chapter One" debutó en el número uno en UK Albums Chart con unas ventas de 43.824 copias convirtiéndose en la "tercera venta más rápida de un debut femenino en 2014, solo detrás de Taylor Swift con 1989 y Sam Bailey con The Power of Love".
Henderson ha promovido su música extensamente por todo el mundo en 2014, incluyendo apariciones en televisión como en (The X Factor, The Jonathan Ross Show, Alan Carr: Chatty Man, Sunday Night at the Palladium), en Estados Unidos participando en (The Ellen DeGeneres Show, The Today Show, Dancing with the Stars, The Voice, Good Morning America), en Europa (The Voice of Germany) y Australia (The X Factor).

## 2016-presente: Asylum Records and Glorious
En noviembre de 2016, Henderson anunció que había terminado de grabar su segundo álbum de estudio después de haber trabajado con Danny O'Donoghue de The Script y el productor Max Martin. En abril de 2017, se anunció que apoyaría a James Arthur en su Back from the Edge Tour. En junio, apareció junto con otros artistas, incluidos los artistas de X Factor Leona Lewis, Louis Tomlinson, Liam Payne, James Arthur, Louisa Johnson y Matt Terry en una versión de la canción de Simon & Garfunkel Bridge over Troubled Water, que se registró para recaudar dinero para los afectados por el incendio de la Torre Grenfell en Londres a principios de ese mes. El sencillo alcanzó el número uno en el Reino Unido después de solo dos días de ventas. Más tarde ese año, se anunció que Arthur había grabado un dueto con Henderson, según los informes, se incluirá en su segundo álbum de estudio. Mientras apoyaba a Arthur en su gira, interpretó nuevas canciones que se iban a incluir en el disco: "Ugly", "Cry Like a Woman", "Bones", " Solid Gold "y" Let's Go Home Together ", su dueto con Arthur. En febrero de 2018, se anunció que Henderson y Syco Music se habían separado. En un comunicado, un representante de Syco declaró: "Syco y Ella Henderson se están separando. Le deseamos a Ella todo lo mejor para el futuro y le agradecemos su enorme y exitosa contribución a lo largo de los años". En mayo de 2018, Henderson confirmó que había completado el trabajo en su segundo álbum de estudio. Más tarde ese año, firmó un contrato discográfico con el sello Major Toms de Asylum Records, operado por el grupo británico Rudimental, y estaba trabajando en nuevo material con ellos, lo que presumiblemente significa que el álbum previamente confirmado fue desechado. También apoyó a Rudimental en su gira europea ese año.
El 13 de septiembre de 2019, Henderson lanzó "Glorious", como el sencillo principal de su EP del mismo nombre, que fue lanzado el 8 de noviembre. Su segundo sencillo, "Young", fue lanzado el 11 de octubre. Henderson también apareció en la canción de Jax Jones "This Is Real", de su álbum debut Snacks (Supersize), que fue lanzado como sencillo el 11 de octubre, y en el sencillo de Sigala "We Got Love", que fue lanzado el 1 de noviembre. Ambas pistas se registraron en el Reino Unido, alcanzando los números 9 y 42, respectivamente. También proporcionó su voz para el DJ holandés Sam Feldt. La canción "Hold Me Close" se lanzó el 27 de marzo de 2020.
Henderson lanzó el sencillo "Take Care of You" el 12 de junio de 2020. La canción alcanzó el número 50 en el Reino Unido. En julio, contribuyó sin acreditación para un sencillo entre los cinco primeros en el Reino Unido que coescribió titulado "Lighter" por el DJ y productor británico Nathan Dawe, con el YouTuber británico y el rapero KSI.  Henderson lanzó "Dream On Me" con Roger Sanchez el 2 de octubre de 2020.

## Discografía

### Álbumes de estudio
| Título                  | Detalles | Posiciones en listas | Posiciones en listas | Posiciones en listas | Posiciones en listas | Posiciones en listas | Posiciones en listas | Posiciones en listas | Posiciones en listas | Posiciones en listas | Posiciones en listas | Certificaciones |
| Título                  | Detalles | UK                   | AUS                  | AUT                  | DEN                  | GER                  | IRE                  | NZ                   | SWE                  | SWI                  | US                   | Certificaciones |
| ----------------------- | --- | -------------------- | -------------------- | -------------------- | -------------------- | -------------------- | -------------------- | -------------------- | -------------------- | -------------------- | -------------------- | --------------- |
| Chapter One             | - Lanzamiento: 13 de octubre de 2014 - Discográfica: Syco - Formatos:CD, descarga digital                                          | 1                    | 11                   | 14                   | 17                   | 22                   | 4                    | 9                    | 34                   | 9                    | 11                   | - BPI: Platino  |
| Everything I Didn't Say | - Lanzamiento: 11 de marzo de 2022 - Discográfica: Major Toms, Asylum Records - Formatos:CD, descarga digital, cassette, streaming | 8                    | —                    | —                    | —                    | —                    | 70                   | —                    | —                    | —                    | —                    |                 |

### Sencillos
| "Ghost"                                                                               | 2014 | 1   | 3  | 2  | 12 | 3  | 1  | 4  | 11 | 10 | 21 | - BPI: 3× Platino - ARIA: 3× Platino - BVMI: Platino - IFPI SWI: Oro - RIAA: Platino - RMNZ: Platino | Chapter One             |
| "Glow"                                                                                | 2014 | 7   | 49 | —  | —  | —  | 17 | 26 | —  | —  | —  | - BPI: Plata                                                                                         | Chapter One             |
| "Yours"                                                                               | 2014 | 16  | —  | —  | —  | —  | 41 | —  | —  | —  | —  | - BPI: Platino                                                                                       | Chapter One             |
| "Mirror Man"                                                                          | 2015 | 96  | —  | —  | —  | —  | —  | —  | —  | —  | —  | | Chapter One             |
| "Glorious"                                                                            | 2019 | —   | —  | —  | —  | —  | —  | —  | —  | —  | —  | | Glorious                |
| "Young"                                                                               | 2019 | —   | —  | —  | —  | —  | —  | —  | —  | —  | —  | | Glorious                |
| "Friends"                                                                             | 2019 | —   | —  | —  | —  | —  | —  | —  | —  | —  | —  | | Glorious                |
| "Take Care of You"                                                                    | 2020 | 50  | —  | —  | —  | —  | 79 | —  | —  | —  | —  | - BPI: Plata                                                                                         |                         |
| "Dream on Me" (con Roger Sanchez)                                                     | 2020 | —   | —  | —  | —  | —  | —  | —  | —  | —  | —  | |                         |
| "Blame It on the Mistletoe" (con AJ Mitchell)                                         | 2020 | —   | —  | —  | —  | 75 | 94 | —  | —  | —  | —  | |                         |
| "Let's Go Home Together" (con Tom Grennan)                                            | 2021 | 10  | —  | —  | —  | —  | 11 | —  | —  | —  | —  | - BPI: Platino                                                                                       | Everything I Didn't Say |
| "Risk It All" (con House Gospel Choir y Just Kiddin)                                  | 2021 | 100 | —  | —  | —  | —  | —  | —  | —  | —  | —  | |                         |
| "Hurricane" (con Ofenbach)                                                            | 2021 | —   | —  | —  | —  | —  | —  | —  | —  | —  | —  | - IFPI AUT: Oro                                                                                      |                         |
| "Brave"                                                                               | 2022 | 42  | —  | —  | —  | —  | 89 | —  | —  | —  | —  | - BPI: Plata                                                                                         | Everything I Didn't Say |
| "Crazy What Love Can Do" (con David Guetta y Becky Hill)                              | 2022 | 5   | —  | 66 | —  | 26 | 5  | —  | 57 | 29 | —  | - BPI: Platino - BVMI: Oro - IFPI AUT: Oro                                                           |                         |
| "All for You" (con Cian Ducrot)                                                       | 2022 | —   | —  | —  | —  | —  | —  | —  | —  | —  | —  | |                         |
| "Heartstrings" (con M-22)                                                             | 2022 | —   | —  | —  | —  | —  | —  | —  | —  | —  | —  | |                         |
| "No Sleep" (con Regard)                                                               | 2023 | —   | —  | —  | —  | —  | —  | —  | —  | —  | —  | |                         |
| "—" indica una grabación que no entró en la lista o no fue lanzado en ese territorio. |      |     |    |    |    |    |    |    |    |    |    | |                         |

### Sencillos promocionales
| "Hard Work"                                                                           | 2014 | —   | 73 | Chapter One |
| "Missed"                                                                              | 2014 | 151 | —  | Chapter One |
| "—" indica una grabación que no entró en la lista o no fue lanzado en ese territorio. |      |     |    |             |

## Premios y nominaciones
| Año  | Premios                                       | Categoría                       | Resultado |
| ---- | --------------------------------------------- | ------------------------------- | --------- |
| 2014 | BBC Music Awards                              | Song of the Year: Ghost         | Nominada  |
| 2014 | Radio 1 Teen Awards                           | Best British Solo Artist        | Nominada  |
| 2014 | Radio 1 Teen Awards                           | Best British Break Through      | Nominada  |
| 2014 | Cosmopolitan Ultimate Women of the Year Award | UK Music Artist                 | Ganadora  |
| 2014 | Attitude Awards                               | Best Breakthrough Artist        | Ganadora  |
| 2014 | Digital Spy Awards                            | Single of the Year: Ghost       | Ganadora  |
| 2014 | BRIT Awards                                   | Best British Female Solo Artist | Nominada  |
| 2014 | BRIT Awards                                   | Best British Single             | Pendiente |